# M80 Rádio
M80 Rádio es una emisora de radio portuguesa perteneciente a Bauer Media Group y dedicada a los éxitos musicales internacionales de los años 1970, 1980, 1990 y 2000.

## Historia
Basada en la versión española, M80 Rádio se inauguró el 2 de abril de 2007.
Desde 2020, la programación de M80 se basa esencialmente en éxitos de la música pop y rock de los años 1970, 1980, 1990 y 2000, aunque inicialmente solo reproducía música de las tres primeras décadas mencionadas. M80 también reproduce ocasionalmente música portuguesa de la primera mitad de la década de 2010. Desde 2021, y una vez al mes, realiza un fin de semana temático que abarca rock, pop, baladas, años 80 y 90 durante 24 horas.
En junio de 2022 pasó a formar parte del grupo Bauer Media Audio, que adquirió Média Capital Rádios.
En 2025 M80 Rádio adoptó su actual imagen corporativa.

## Frecuencias
- Aveiro: 94.4 FM
- Beja: 106.4 FM / 107.1 FM
- Braga: 103.8 FM
- Bragança: 89.2 FM / 90.0 FM / 93.1 FM
- Coímbra: 98.4 FM
- Évora: 106.4 FM
- Faro: 106.1 FM / 107.1 FM
- Guarda: 104.4 FM / 96.8 FM
- Leiria: 93.0 FM / 96.4 FM
- Lisboa: 104.3 FM
- Oporto: 90.0 FM / 105.8 FM
- Portalegre: 106.7 FM
- Santarém: 96.4 FM
- Setúbal: 104.3 FM / 107.5 FM
- Vila Real: 97.4 FM
- Viseo: 95.6 FM

## Imagen corporativa

2007 - 2025
Desde 2025